# 獵鷹計劃
《獵鷹計劃》是1988年上映的一部香港警匪片，由羅文執導，劉德華、鍾楚紅和鄭則仕主演。

## 剧情
高级督察国华（刘德华饰）与浩龙（吕良伟饰）是同事又是死党。湖南帮首领（狄威饰）为了给兄弟报仇，利用浩龙的女线人阿红（钟楚红饰）杀死浩龙，龙妻则刚生下一男婴。后来国华与龙之拍档鄧璧橒/妈打（郑则仕饰）展开调查龙之死因，一次国华和璧橒还救了被高利贷人士放火伤害的红及其奶奶，令红对国华顿生好感，红为了安全着想还住在了华的家里。
华伪装成一家金铺（璧橒女友父亲的）的少东家，与超哥联系以引出湖南帮打劫金铺。不过湖南帮要华先支付对方二十万现金，陈SIR不同意该计划不给这些钱，他们就在机场打劫从台湾来港的白粉买家以夺取黑金，怎料对方是国际刑警假扮的，因此惹火上身。
因为红患上毒瘾很难戒掉，华拿出自己的积蓄给红想让她去大屿山戒毒治疗，此举深深感动了红让她萌生爱意。最后华与打劫金铺后逃跑中的湖南帮火并，返回找华的红中弹受傷，国华亦将湖南帮消灭，报了杀友之仇。最后华与橒因机场打劫行为被国际刑警抓捕调查。

## 角色
| 演員   | 角色                                                    |
| 劉德華 | 劉國華 (粵語配音：朱子聰)，内务部门高级督查             |
| 鍾楚紅 | 阿红 (粵語配音：譚淑英)，浩龙女线人，有毒瘾，背负高利贷 |
| 鄭則仕 | 鄧壁橒（媽打）                                          |
| 呂良偉 | 浩龙，鄧壁橒的搭档                                      |
| 容惠雯 | 龙妻                                                    |
| 狄威   | 湖南帮首领 (粵語配音：周永光)                           |
| 劉兆銘 | 陈SIR (粵語配音：源家祥)，邓胖的长官                    |
| 瑪利亞 |                                                         |
| 沈威   | 超哥，湖南帮联络人                                      |

## 外部連結
- 香港影庫上《獵鷹計劃》的資料（繁體中文）
- 開眼電影網上《獵鷹計劃》的資料（繁體中文）
- 时光网上《獵鷹計劃》的資料（简体中文）
- 豆瓣电影上《獵鷹計劃》的資料 （简体中文）
- AllMovie上《獵鷹計劃》的资料（英文）
- 互联网电影数据库（IMDb）上《獵鷹計劃》的资料（英文）